# مارسيلا زكرياس
مارسيلا زكرياس (بالإسبانية: Marcela Zacarías)‏ مواليد 26 مارس 1994 في ولاية سان لويس بوتوسي، المكسيك، هي لاعبة كرة مضرب مكسيكية. أعلى تصنيف لها في الفردي كان 181. أعلى تصنيف لها في الزوجي كان 204.

## الميداليات
| الميدالية | المسابقة                    |
| --------- | --------------------------- |
| فضية      | دورة الألعاب الأمريكية 2015 |

## روابط خارجية
- مارسيلا زكرياس على موقع رابطة محترفات التنس (الإنجليزية)
- مارسيلا زكرياس على موقع الاتحاد الدولي لكرة المضرب (الإنجليزية)
- مارسيلا زكرياس على موقع كأس بيلي جين كينغ (الإنجليزية)
- مارسيلا زكرياس على موقع بطولة ويمبلدون (الإنجليزية)
- مارسيلا زكرياس على موقع خلاصة التنس.كوم (الإنجليزية)
- مارسيلا زكرياس على موقع إي إس بي إن.كوم (الإنجليزية)